# زیدی (رودسر)
زیدی یک روستا در ایران است که در شهرستان رودسر استان گیلان واقع شده‌است.در سرشماری عمومی سال ۱۳۸۵، زیدی ۲۶ نفر (۶ خانوار) جمعیت داشته است.
این روستا قدمت بسیار کهن و بر اساس اسناد و‌مدارک و اکتشافات باستان شناسی قدمت آن به دوران اشکانیان بر می گردد 
علاوه بر این خوانین و شاهان در دوره های مختلف به دلیل خوش آب و هوایی در فصول گرم به این روستا ورود می کردند 
محصولات کشاورزی و باغی مانند فندق گردو گل گاوزبان لوبیا عدس سیب زمینی به همراه محصولات متعدد لبنی از دستاوردهای ساکنان دایمی روستا است 
دو شهید گرانقدر دفاع مقدس شهید سبزعلی خدابخشی زیدی و شهید عیسی فرجی روستا را بیش از قبل مزین کرده است. 
روستای زیدی علی رغم جمعیت کوچک نخبگان اساتید پزشکان و‌مهندسان بسیار زیادی را به کشور تقدیم کرده است 
دکتر عیسی محمدی زیدی - استاد تمام (پروفسور) روانشناسی سلامت و آموزش بهداشت دانشگاه علوم پزشکی قزوین 
دکتر پرویز پرویزی استاد میکروب شناسی سلولی موسسه پاستور 
دکتر بنفشه محمدی زیدی استادیار بهداشت باروری دانشگاه ازاد تنکابن 
دکتر مسعود محمدی زیدی دکترای شیمی از دانشگاه گیلان 
دکتر محدثه محمدپور پزشک و فارغ التحصیل دانشگاه ازاد تنکابن
دکتر مکرمه محمدپور پزشک و فارغ التحصیل دانشگاه ازاد تنکابن